# Casa Albareda
Casa Albareda és una obra de Cervera (Segarra) protegida com a Bé Cultural d'Interès Local.

## Descripció
Edifici entre mitgeres situat al carrer Guinedilda, centre del municipi. La casa Albareda és de planta rectangular i té una distribució de planta baixa i tres pisos. La façana principal està estructurada en dos cossos verticals: el de la dreta, més ample, presenta dues finestres ampitadores al primer pis, dos balcons al segon i dues finestres geminades al tercer. El cos de l'esquerra, més estret, alberga una doble tribuna poligonal, amb balcó al capdamunt, i està rematat amb un tester mixtilini. La coberta del conjunt és d'un aiguavés i el parament està arrebossat i pintat.